# Ачумави

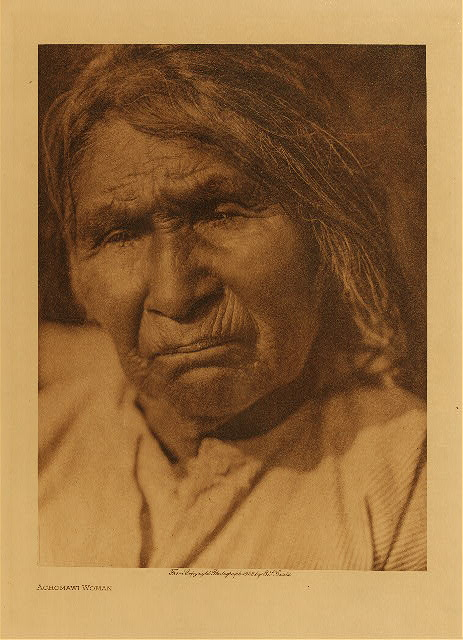
Фотография женщины ачумави, сделанная около 1920 г.

Ачумави (англ. Achomawi, Achumawi), Народ реки Пит (англ. Pitt River Tribe) — немногочисленная этническая группа коренных народов, проживающая в северо-восточной части штата Калифорния в США. Термин Achumawi — англизация названия групп людей, проживающих на реке Пит и в Долине реки Фолл, ajúmmááwí, от слова ajúmmá — «река». Изначально было 9 групп людей, с диалектными различиями между ними, но, в первую очередь, между верхнеречными и речными диалектами, разграниченными горами Big Valley восточнее долины реки Фолл. Девять групп, говорящих на языке ачумави жили по обеим сторонам реки Пит от её истока, берущего начало из озера Гус до ручья Монтгомери, а две группы, говорящие на языке ацугеви жили к югу от реки Пит на ручьях, впадающих в неё, в долинах Хэт-Крик и Дикси

## Популяция
Американский антрополог Альфред Кребер оценил общую численность ачумави в 1770 году в 3000 человек, а ацугеви в 300 человек. Фред Книффен, сделавший более подробный анализ этих народностей, пришёл к тем же результатам. Томас Гарт оценил население ацугеви максимум в 900 человек. Эдвард Кёртис, фотограф и писатель 1920-х годов, оценил, что в 1910 году было 240 ацугеви и 985 ачумави. По состоянию на 2000 год население ачумави оценивалось в 1500 человек.

## Язык

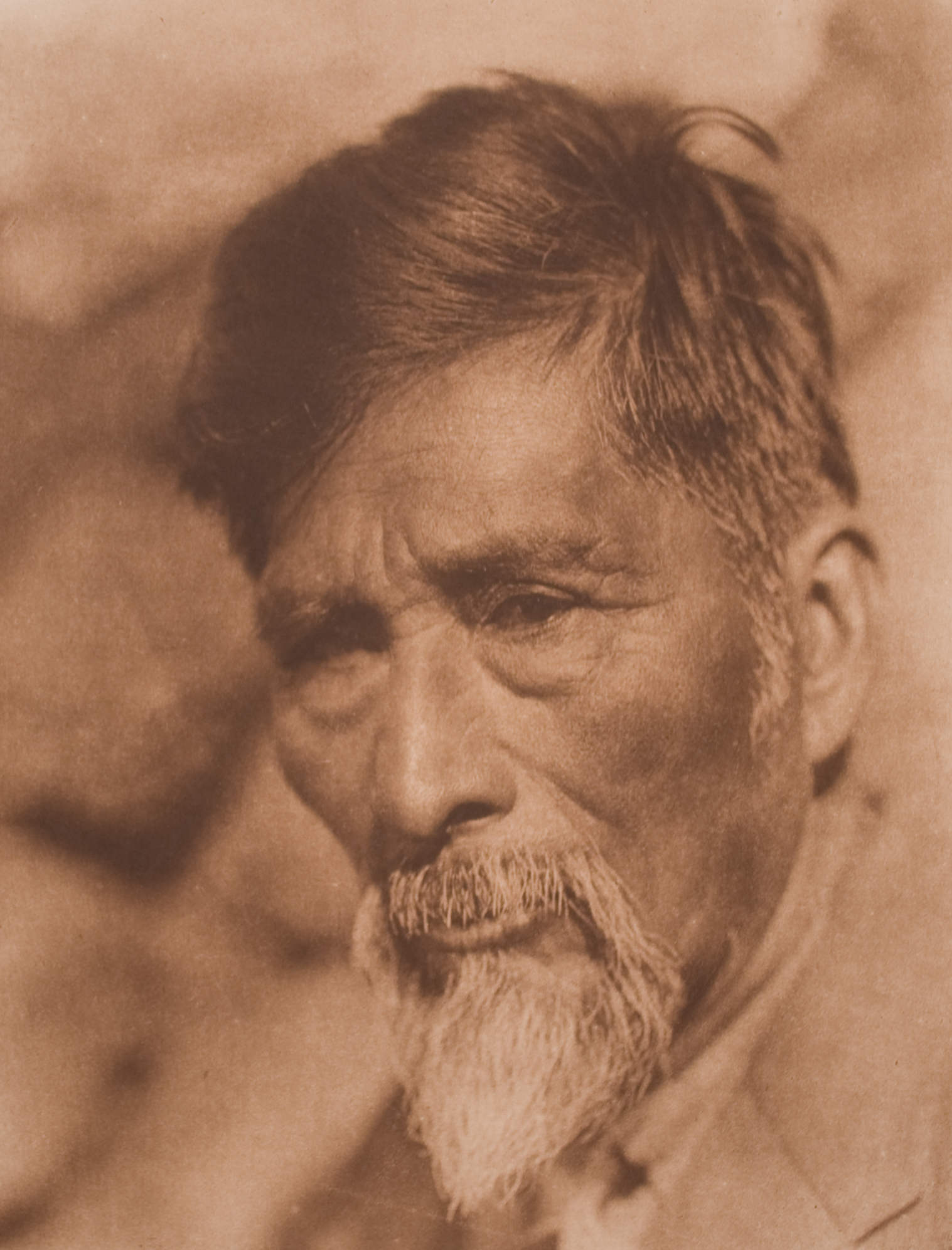
Мужчина ачумави (около 1923 г.)

Язык ачумави и язык ацугеви классифицируются вместе как Палайнихские языки.